# Twierdzenie o zbieżności średnich
Twierdzenie o zbieżności średnich – twierdzenie analizy matematycznej pozwalające stwierdzić zbieżność pewnych ciągów i wyznaczyć ich granice.

## Twierdzenie
Jeśli ciąg {\displaystyle c_{n}} ma granicę (właściwą lub niewłaściwą), to granica ciągu średnich arytmetycznych {\displaystyle A_{n}={\frac {\sum \limits _{k=1}^{n}c_{k}}{n}}} istnieje i jest jej równa.
Jeśli ponadto {\displaystyle c_{n}>0} dla każdego n, to również ciągi średnich geometrycznych {\displaystyle G_{n}={\sqrt[{n}]{\prod _{k=1}^{n}|c_{k}|}}} i harmonicznych {\displaystyle H_{n}={\frac {n}{\sum \limits _{k=1}^{n}{\frac {1}{c_{k}}}}}} mają tę samą granicę {\displaystyle \lim _{n\to \infty }H_{n}=\lim _{n\to \infty }G_{n}=\lim _{n\to \infty }c_{n}.}

## Dowód
Korzystając z twierdzenia Stolza dla ciągów {\displaystyle a_{n}=n} i {\displaystyle b_{n}=\sum \limits _{k=1}^{n}c_{k},} otrzymujemy:
- I. {\displaystyle \lim _{n\to \infty }\left({\frac {b_{n}-b_{n-1}}{a_{n}-a_{n-1}}}\right)=\lim _{n\to \infty }\left({\frac {c_{n}}{1}}\right)=g\Rightarrow \lim _{n\to \infty }\left({\frac {\sum \limits _{k=1}^{n}c_{k}}{n}}\right)=\lim _{n\to \infty }\left({\frac {b_{n}}{a_{n}}}\right)=g.}
- II. {\displaystyle \left({\frac {b_{n}-b_{n-1}}{a_{n}-a_{n-1}}}\right)=\left({\frac {c_{n}}{1}}\right){\xrightarrow[{n\to \infty }]{}}\pm \infty \Rightarrow \left({\frac {\sum \limits _{k=1}^{n}c_{k}}{n}}\right)=\left({\frac {b_{n}}{a_{n}}}\right){\xrightarrow[{n\to \infty }]{}}\pm \infty .}

Dla średnich geometrycznych:
{\displaystyle \lim _{n\to \infty }{\sqrt[{n}]{\prod _{k=1}^{n}|c_{k}|}}=\lim _{n\to \infty }\exp {{\frac {1}{n}}\ln {\prod _{k=1}^{n}|c_{k}|}}=\lim _{n\to \infty }\exp {{\frac {\sum \limits _{k=1}^{n}\ln {|c_{k}|}}{n}}=\exp {\lim _{n\to \infty }{\frac {\sum \limits _{k=1}^{n}\ln {|c_{k}|}}{n}}}=\exp {\lim _{n\to \infty }\ln {|c_{n}|}}}=\exp {\ln {\lim _{n\to \infty }c_{n}}}=\lim _{n\to \infty }c_{n}.}
Czwarta równość wynika z udowodnionego wyżej twierdzenia, a pozostałe z własności funkcji wykładniczej i logarytmu, w szczególności ich ciągłości.
Dla średnich harmonicznych:
{\displaystyle {\frac {n}{\sum \limits _{k=1}^{n}{\frac {1}{c_{k}}}}}={\frac {1}{\lim _{n\to \infty }{\frac {\sum \limits _{k=1}^{n}{\frac {1}{c_{k}}}}{n}}}}={\frac {1}{\lim _{n\to \infty }{\frac {1}{c_{n}}}}}=\lim _{n\to \infty }c_{n}.}
Druga równość wynika z twierdzenia dla średnich arytmetycznych.

## Zastosowania
- Ciąg {\displaystyle {\sqrt[{n}]{n!}}} jest rozbieżny do nieskończoności, bo n jest taki.
- {\displaystyle \lim _{n\to \infty }{\sqrt[{n}]{n}}=\lim _{n\to \infty }{\sqrt[{n}]{1\prod _{k=1}^{n-1}{\frac {k+1}{k}}}}=\lim _{n\to \infty }{\frac {n+1}{n}}=1.}